# Église Sainte-Cécile du Havre
L’église Sainte-Cécile est une église située place de la Liberté dans l'ancien quartier de Frileuse, aujourd'hui Graville, sur les hauteurs du Havre, construite dans les années 1918-1922.

## Histoire

### Le quartier de Frileuse au tournant du XIXeet du XXesiècle
Englobé dans l'ancienne commune de Graville-Sainte-Honorine, l'emplacement actuel de l'église Sainte-Cécile n'était qu'une partie du bois des Hallates, devenu forêt de Montgeon. En raison de l'expansion urbaine et de l'industrialisation croissante de l'agglomération havraise, le manque de logements pour les ouvriers en ville basse conduit à de nouveaux projets d'aménagement de la ville haute. En 1906, l'architecte William Cargill obtient l'autorisation de la construction d'un premier lotissement à Graville. La paroisse de Sainte-Cécile est créée en 1910 par l'archevêque de Rouen. Avec la loi du 18 octobre 1919, le Havre annexe la commune de Graville avec le quartier de Frileuse.

### De la chapelle à l'église
Le 7 août 1910, une chapelle Sainte-Cécile est ouverte au culte catholique. En 1918, la municipalité du Havre supervise l'aménagement de la place de la Liberté, après avoir acheté le terrain à William Cargill. Un projet d'un nouveau lieu de culte fut décidé dès 1917 pour remplacer la chapelle devenue trop petite. L’abbé Montier décide de bâtir à sa place une église plus grande et plus majestueuse, dont la première pierre fut posée le 11 août 1918. L'architecte Alfred Nasousky en dessine les plans et mène le chantier.
L'église est terminée en 1922, de style Art déco, elle fut appréciée des Havrais. Le clocher quant à lui est terminé bien plus tard, en 1929, et une cloche est installée la même année. L'église est munie de vitraux et de mobilier dans les années 1930 ainsi que d'un chemin de croix d'argent conçu par Nasouska Chantrel, installé en 1933. Deux autres cloches sont ajoutées en 1947.
Durant la Seconde Guerre mondiale en 1944, le clocher de style néogothique subit de graves dégâts à la suite du mitraillage des Spitfire anglais durant le siège du Havre. Il est restauré au début des années 1950 mais à la suite de l'explosion des projectiles des balles, les armatures ressortent du béton. En 1976, le haut du clocher est démonté.
C'est au début des années 1990 qu'un clocher de style néo-normand remplace son prédécesseur, l'église, en piteux état au début des années 2000, est finalement restaurée en 2010 pour le centenaire de la paroisse. Les jointements des voûtes sont repris en 2010 et 2011, tandis que l'ensemble des vitraux sont déposés et restaurés.

## Description
L'ensemble de l'édifice est construit en béton creux. Une technique à l'époque peu connue mais très peu coûteuse et efficace pour les temps de construction. Le plan centré en croix grecque complété par des absides aux angles, est orienté vers le sud-est. Elle possède trois vaisseaux, un transept saillant et un clocher-proche. Elle est terminée par un chevet polygonal flanqué de deux annexes.

## Mentions littéraires
Dans La Nausée, un roman qui prend place dans la commune imaginaire de Bouville inspirée du Havre, l'écrivain Jean-Paul Sartre dépeint l'église de Sainte-Cécile-de-la-Mer, qu'il présente comme « la plus chère du monde » et faisant concurrence au Sacré-Cœur de Montmartre, synthétisant par là à la fois l'église Sainte-Cécile du Havre et la basilique de Lisieux, dont les travaux de construction avaient commencé en 1929.